# 195 a.C.

## Eventos
- Catão, o Velho, e Lúcio Valério Flaco, cônsules romanos.
- Na Guerra contra Nábis a República Romana derrota o tirano de Esparta, fazendo com que várias cidades gregas passem para a influência da Liga Acaia, aliada dos romanos.
- Fim da Revolta Ibérica[1] sob a liderança de Catão, o Velho.